# Jewgeni Alexandrowitsch Popow

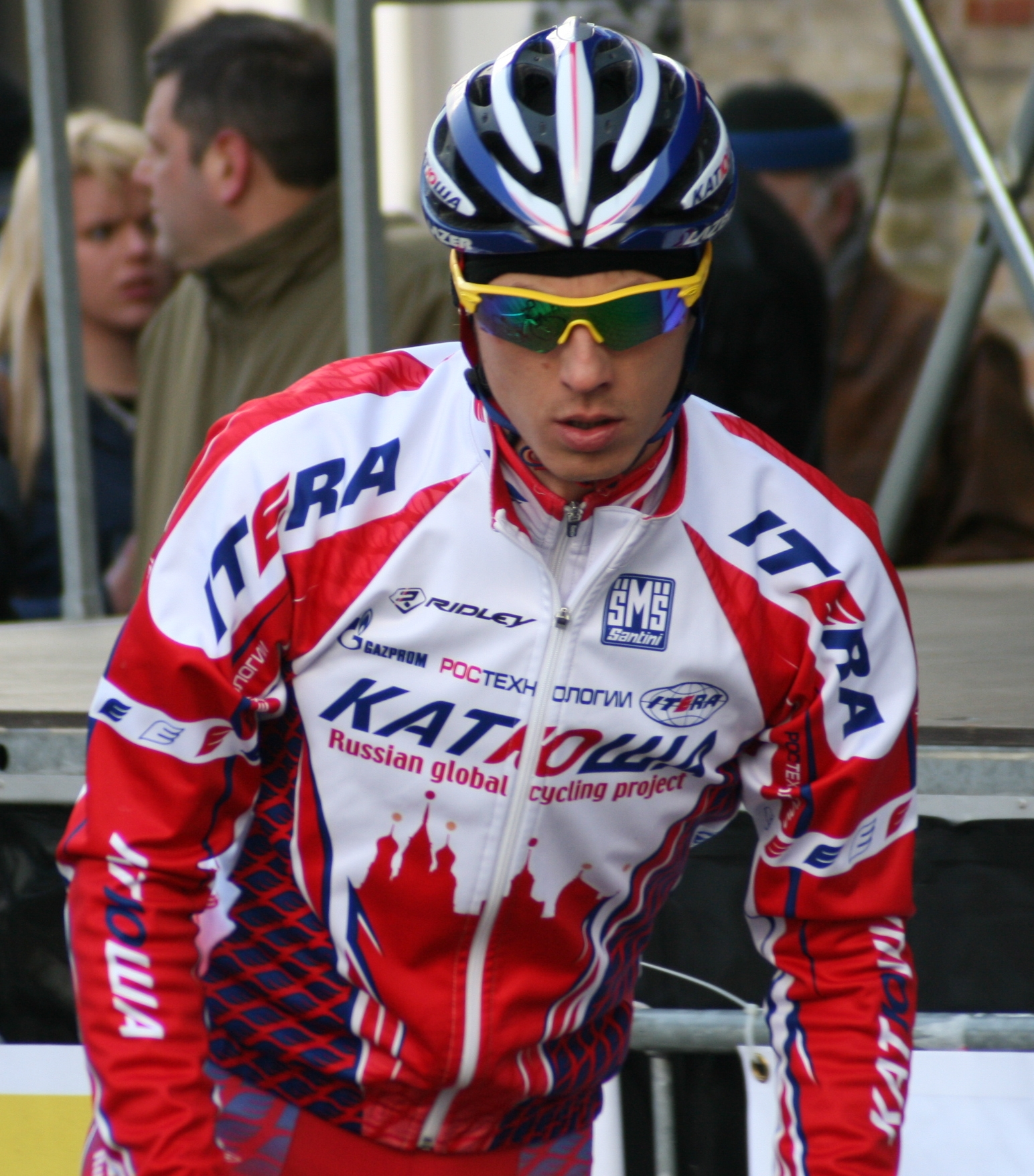
Jewgeni Popow bei den Driedaagse van West-Vlaanderen 2010

Jewgeni Alexandrowitsch Popow (russisch Евгений Александрович Попов; * 18. September 1984 in Pensa) ist ein ehemaliger russischer Radrennfahrer und Sportlicher Leiter.
Jewgeni Popow gewann bei der Straßen-Radweltmeisterschaft 2005 in Madrid die Bronzemedaille im Straßenrennen der U23-Fahrer hinter Dmytro Grabovskyy und William Walker. Seit 2006 fährt er für das Farmteam der niederländischen ProTour-Mannschaft Rabobank. Im Frühjahr wurde er Zweiter bei der Ronde van Noord-Holland und er gewann das Eintagesrennen Omloop der Kempen. Beim Münsterland Giro belegte er den sechsten Rang.
2013 und 2014 war Popow er Sportlicher Leiter bei dem Continental Team Itera-Katusha.

## Erfolge
2008
- Mannschaftszeitfahren Volta a Lleida

## Teams
- 2006 Rabobank Continental
- 2007 Rabobank Continental
- 2008 Rabobank Continental
- 2009 Katusha Continental Team
- 2010 Itera-Katusha